# Nuoto ai campionati europei di nuoto 2014 - 50 metri rana maschili
La gara dei 50 metri rana maschili degli Europei 2014 si è svolta il 22-23 agosto. Le qualifiche per la semifinale si sono svolte la mattina del 22 agosto 2014, mentre la semifinale si è svolta la sera dello stesso giorno. La finale, invece, si è svolta la sera del 23 agosto 2014.

## Medaglie
| Posizione | Atleta           | Paese         |
| --------- | ---------------- | ------------- |
| Oro       | Adam Peaty       | Gran Bretagna |
| Argento   | Giedrius Titenis | Lituania      |
| Bronzo    | Damir Dugonjič   | Slovenia      |

## Record
Prima della manifestazione il record del mondo (RM), il record europeo (EU) e il record dei campionati (RC) erano i seguenti.
| Record mondiale       | 26"67 | Cameron van der Burgh Sudafrica | 29 luglio 2009 Roma, Italia         |
| Record europeo        | 26"78 | Adam Peaty Gran Bretagna        | 28 luglio 2014 Glasgow, Regno Unito |
| Record dei campionati | 26"91 | Oleg Lisogor Ucraina            | 2 agosto 2002 Berlino, Germania     |

Durante la competizione sono stati migliorati i seguenti record:
| Data      | Evento        | Atleta     | Nazione       | Tempo | Record |
| --------- | ------------- | ---------- | ------------- | ----- | ------ |
| 22 agosto | 2ª semifinale | Adam Peaty | Gran Bretagna | 26"62 | ,      |

## Risultati

### Batterie
| Pos. | Batteria | Corsia | Atleta                | Nazionalità          | Tempo | Note  |
| ---- | -------- | ------ | --------------------- | -------------------- | ----- | ----- |
| 1    | 5        | 4      | Adam Peaty            | Gran Bretagna        | 26"91 | Q, CR |
| 2    | 3        | 4      | Čaba Silađi           | Serbia               | 27"25 | Q     |
| 3    | 3        | 6      | Giacomo Perez-Dortona | Francia              | 27"39 | Q     |
| 4    | 5        | 5      | Andrea Toniato        | Italia               | 27"44 | Q     |
| 5    | 4        | 4      | Damir Dugonjič        | Slovenia             | 27"55 | Q     |
| 6    | 4        | 7      | Petr Bartůněk         | Rep. Ceca            | 27"63 | Q     |
| 7    | 3        | 3      | Andrey Nikolaev       | Russia               | 27"64 | Q     |
| 8    | 3        | 5      | Hendrik Feldwehr      | Germania             | 27"66 | Q     |
| 8    | 4        | 3      | Giedrius Titenis      | Lituania             | 27"66 | Q     |
| 10   | 5        | 3      | Mattia Pesce          | Italia               | 27"74 | Q     |
| 11   | 4        | 2      | Yaron Shagalov        | Israele              | 27"85 | Q     |
| 12   | 5        | 2      | Ioannis Karpouzlis    | Grecia               | 27"88 | Q     |
| 13   | 3        | 7      | Martin Schweizer      | Svizzera             | 27"94 | Q     |
| 14   | 5        | 6      | Barry Murphy          | Irlanda              | 28"01 | Q     |
| 15   | 3        | 2      | Martti Aljand         | Estonia              | 28"03 | Q     |
| 16   | 3        | 1      | Matjaž Markič         | Slovenia             | 28"04 | Q     |
| 17   | 4        | 0      | Dániel Gyurta         | Ungheria             | 28"15 |       |
| 18   | 5        | 0      | Tomáš Klobučník       | Slovacchia           | 28"16 |       |
| 19   | 4        | 6      | Eetu Karvonen         | Finlandia            | 28"17 |       |
| 20   | 4        | 1      | Vsevolod Zanko        | Russia               | 28"18 |       |
| 21   | 5        | 1      | Marek Botík           | Slovacchia           | 28"26 |       |
| 22   | 5        | 7      | Nikolajs Maskalenko   | Lettonia             | 28"33 |       |
| 23   | 4        | 8      | Carlos Almeida        | Portogallo           | 28"37 |       |
| 24   | 5        | 9      | Grigory Falko         | Russia               | 28"39 |       |
| 25   | 4        | 9      | Martin Allikvee       | Estonia              | 28"40 |       |
| 26   | 3        | 8      | Matěj Kuchar          | Slovacchia           | 28"41 |       |
| 27   | 2        | 4      | Valeriy Dymo          | Ucraina              | 28"48 |       |
| 28   | 2        | 7      | Yannick Käser         | Svizzera             | 28"49 |       |
| 29   | 1        | 8      | Dmytro Oseledets      | Ucraina              | 28"58 |       |
| 30   | 2        | 2      | Ari-Pekka Liukkonen   | Finlandia            | 28"61 |       |
| 31   | 2        | 3      | Laurent Carnol        | Lussemburgo          | 28"78 |       |
| 32   | 3        | 9      | Bram Dekker           | Paesi Bassi          | 28"83 |       |
| 33   | 2        | 6      | Matti Mattsson        | Finlandia            | 28"89 |       |
| 34   | 2        | 5      | Yahav Shahaff         | Israele              | 28"96 |       |
| 35   | 3        | 0      | Filipp Provorkov      | Estonia              | 29"04 |       |
| 36   | 2        | 1      | Nicholas Quinn        | Irlanda              | 29"07 |       |
| 37   | 2        | 0      | Sverre Næss           | Norvegia             | 29"18 |       |
| 38   | 2        | 9      | Patrik Schwarzenbach  | Svizzera             | 29"31 |       |
| 39   | 1        | 4      | Dan Sweeney           | Irlanda              | 29"49 |       |
| 40   | 1        | 2      | Martin Baďura         | Rep. Ceca            | 29"67 |       |
| 41   | 1        | 5      | Antonin Svěcený       | Rep. Ceca            | 29"68 |       |
| 42   | 1        | 6      | Lefkios Xanthou       | Cipro                | 29"82 |       |
| 43   | 1        | 7      | Dario Tunjić          | Bosnia ed Erzegovina | 30"06 |       |
| 44   | 1        | 3      | Heiko Gigler          | Austria              | 30"08 |       |
| 45   | 1        | 1      | Ensar Hajder          | Bosnia ed Erzegovina | 30"10 |       |
| —    | 2        | 8      | Erik Persson          | Svezia               |       | DNS   |
| —    | 4        | 5      | Ross Murdoch          | Gran Bretagna        |       | DNS   |
| —    | 5        | 8      | Anton Lobanov         | Russia               |       | DNS   |

### Semifinali

#### Semifinali 1
| Pos. | Corsia | Atleta             | Nazionalità | Tempo | Note |
| ---- | ------ | ------------------ | ----------- | ----- | ---- |
| 1    | 4      | Čaba Silađi        | Serbia      | 27"33 | Q    |
| 2    | 5      | Andrea Toniato     | Italia      | 27"60 | Q    |
| 3    | 6      | Hendrik Feldwehr   | Germania    | 27"70 | Q    |
| 4    | 2      | Mattia Pesce       | Italia      | 27"78 |      |
| 5    | 1      | Barry Murphy       | Irlanda     | 27"90 |      |
| 6    | 3      | Petr Bartůněk      | Rep. Ceca   | 27"91 |      |
| 7    | 7      | Ioannis Karpouzlis | Grecia      | 28"08 |      |
| 8    | 8      | Matjaž Markič      | Slovenia    | 28"16 |      |

#### Semifinali 2
| Pos. | Corsia | Atleta                | Nazionalità   | Tempo | Note |
| ---- | ------ | --------------------- | ------------- | ----- | ---- |
| 1    | 4      | Adam Peaty            | Gran Bretagna | 26"62 | Q,   |
| 2    | 2      | Giedrius Titenis      | Lituania      | 27"39 | Q    |
| 3    | 3      | Damir Dugonjič        | Slovenia      | 27"40 | Q    |
| 4    | 5      | Giacomo Perez-Dortona | Francia       | 27"61 | Q    |
| 5    | 6      | Andrey Nikolaev       | Russia        | 27"68 | Q    |
| 6    | 7      | Yaron Shagalov        | Israele       | 27"83 |      |
| 7    | 1      | Martin Schweizer      | Svizzera      | 27"87 |      |
| 8    | 8      | Martti Aljand         | Estonia       | 28"18 |      |

### Finale
| Pos. | Corsia | Atleta                | Nazionalità   | Tempo | Note |
| ---- | ------ | --------------------- | ------------- | ----- | ---- |
|      | 4      | Adam Peaty            | Gran Bretagna | 27"00 |      |
|      | 3      | Giedrius Titenis      | Lituania      | 27"34 |      |
|      | 6      | Damir Dugonjič        | Slovenia      | 27"48 |      |
| 4    | 5      | Čaba Silađi           | Serbia        | 27"50 |      |
| 5    | 1      | Andrey Nikolaev       | Russia        | 27"53 |      |
| 5    | 2      | Andrea Toniato        | Italia        | 27"53 |      |
| 7    | 7      | Giacomo Perez-Dortona | Francia       | 27"54 |      |
| 8    | 8      | Hendrik Feldwehr      | Germania      | 27"72 |      |